# 私がモテないのはどう考えてもお前らが悪い/Tears BREAKER
「私がモテないのはどう考えてもお前らが悪い/Tears BREAKER」（わたしがもてないのはどうかんがえてもおまえらがわるい/ティアーズ ブレイカー）は、 鈴木このみの4枚目のシングル。2013年8月28日にメディアファクトリーから発売された。鈴木のシングルとしては、「夢の続き」から6ヶ月ぶりのリリースとなる。

## 概要
鈴木このみ初の両A面シングルとして初回限定盤と通常盤の2形態でリリースされた。
「私がモテないのはどう考えてもお前らが悪い」は、テレビアニメ『私がモテないのはどう考えてもお前らが悪い!』のオープニングテーマとなっている。「鈴木このみ n' キバオブアキバ」名義の一曲で、キバオブアキバのヘヴィなトラックをバックに、自身をちやほやしない世の中へのルサンチマンをぶちまけている。
一方、鈴木名義の「Tears BREAKER」はトレーディングカードゲーム『アンジュ・ヴィエルジュ』の主題歌。「私がモテないのはどう考えてもお前らが悪い！」から一転、希望ある明日を夢見て戦うことを決意する壮大なシンフォニックロックとなっている。

## 収録曲
1. 私がモテないのはどう考えてもお前らが悪い [3:18][2]
  - テレビアニメ『私がモテないのはどう考えてもお前らが悪い!』オープニングテーマ
  - 作詞・作曲・編曲：キバオブアキバ
2. 私がモテないのはどう考えてもお前らが悪い（鈴木このみぼっちver.）
3. 私がモテないのはどう考えてもお前らが悪い（キバオブアキバぼっちver.）
4. Tears BREAKER [4:16][2]
  - トレーディングカードゲーム『アンジュ・ヴィエルジュ』主題歌
  - 作詞：畑亜貴、作曲・編曲：奥井康介
5. 私がモテないのはどう考えてもお前らが悪い（Instrumental）
6. Tears BREAKER（Instrumental）

## カバー
私がモテないのはどう考えてもお前らが悪い
- εpsilonΦ　- カバーアルバム「ARGONAVIS Cover Collection -Marble-」（2021年11月17日発売）に収録。